# Ágostonfalva
Ágostonfalva (románul Augustin, korábban Agoștin, németül Augustinsdorf) falu Romániában, Brassó megyében.

## Fekvése
Brassótól 45 km-re északra az Olt bal partján, annak nagy kanyarjában fekszik.

## Története
1630-ban Bethlen Gábor több más birtokkal együtt teremi Sükösd Györgynek adományozta. 1659-ben Barcsay Ákos a település felét eladta Cserei Miklósnak, 1661-ben I. Apafi Mihály biztosította a fiúági öröklést a családnak.
1679-ben villa Augustini néven említik. Határában a Manaștirea hegycsúcson egykor ortodox kolostor állott 1764-ben Buccow tábornok romboltatta le. Köveiből épült a mai ortodox templom.
1910-ben 984 lakosából 832 román, 76 magyar és 2 német volt. A trianoni békeszerződésig Nagy-Küküllő vármegye Kőhalmi járásához tartozott. 
1918 december 1-én Ágostonfalváról indult az Székely Hadtest első, székely önkénteseket szállító páncélvonata Kolozsvárra.
2005-ben önállósult Ürmös községtől.